# NexGen

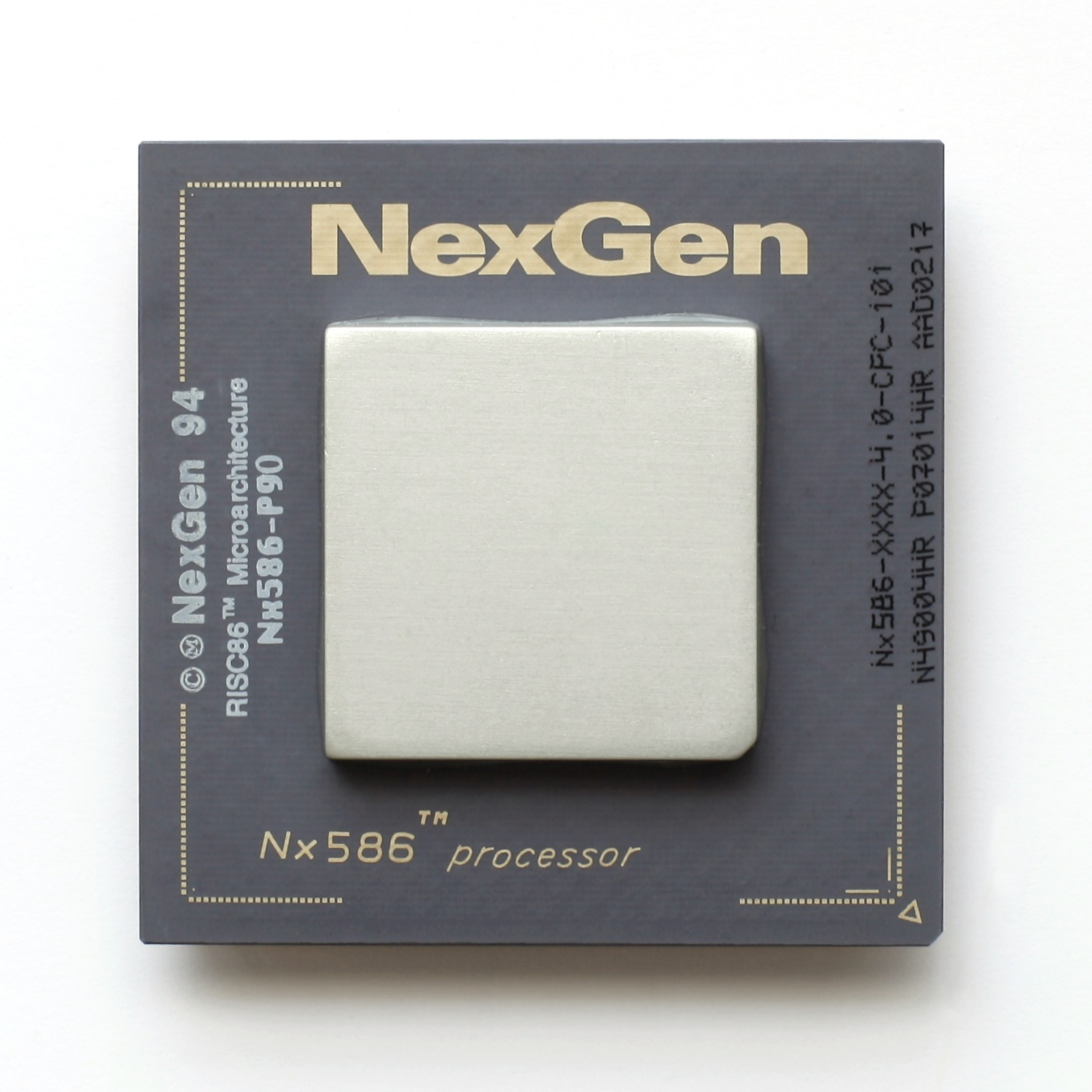
A NexGen Nx586 processzor

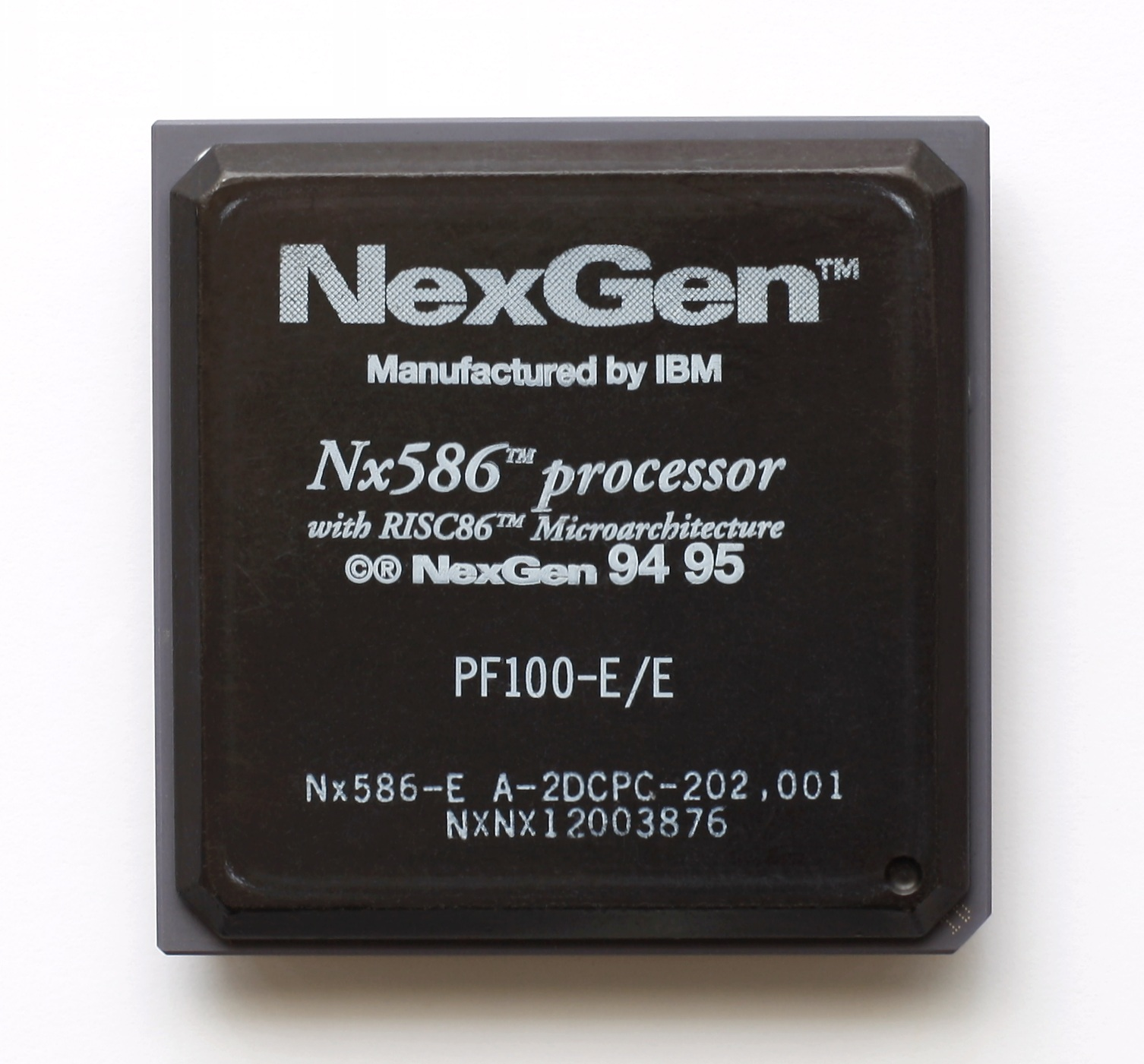
A NexGen Nx586PF processzor

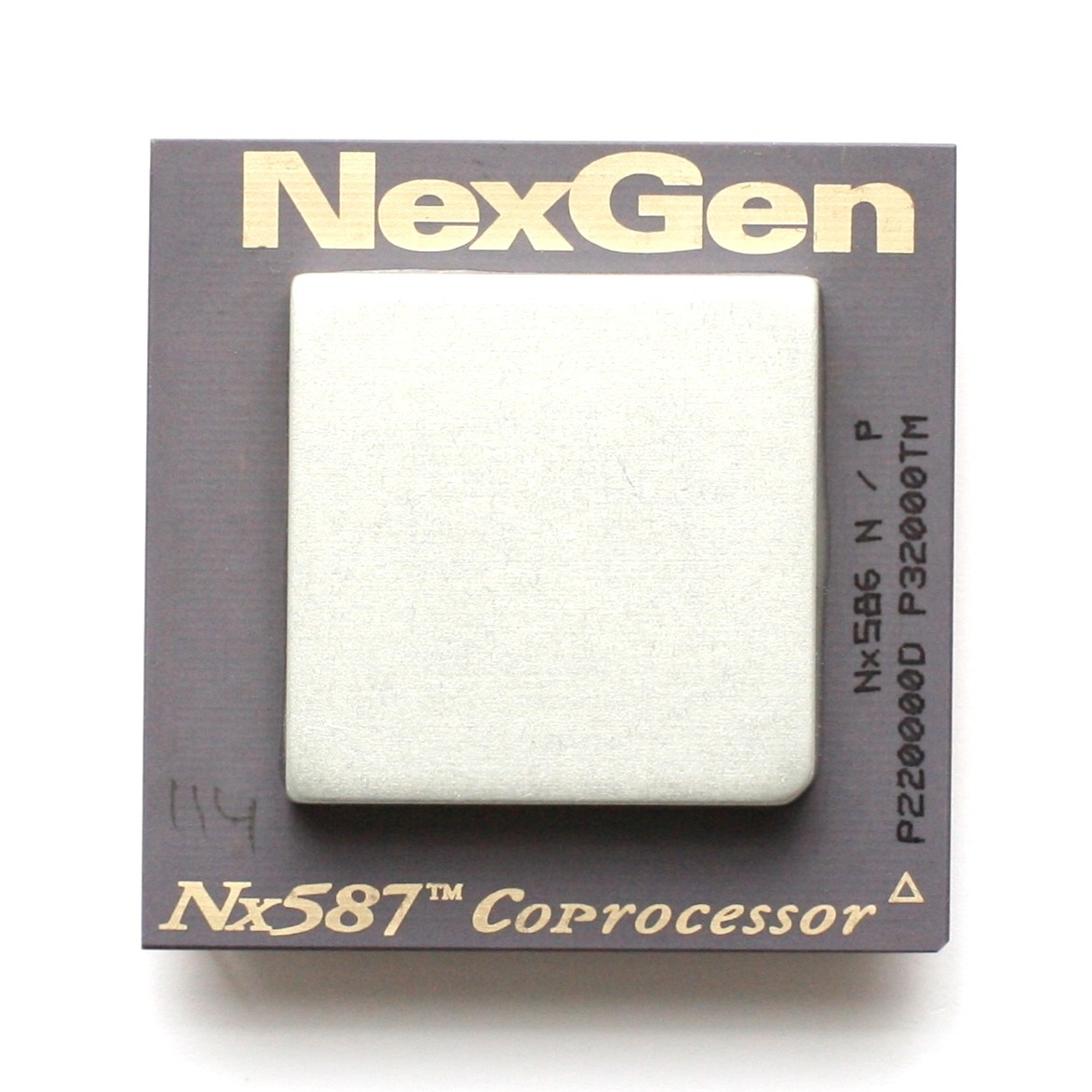
A NexGen Nx587 FPU

A NexGen egy 1986-ban alapított, egykor amerikai félvezetőipari magáncég, székhelye Milpitas, California, USA. x86 alapú mikroprocesszorokat tervezett és forgalmazott. Az AMD 1996-ban felvásárolta. A felvásárlás oka az volt, hogy a NexGen-nek voltak új, innovatív processzortervei, az AMD-nek pedig gyártókapacitása. Így született meg a K6, majd a K6-II és III. 

## Nx586
A vállalat eredetileg 386-kompatibilis processzort szeretett volna kifejleszteni, de mivel közel 5 évig tartott a fejlesztés, időközben megjelent a 486 és a Pentium, így a processzort fejlesztés közben mindig a legújabb architektúrákhoz igazították. 
1994-ben jelent meg. Ellentétben az Intel Pentium, az AMD K5, és a Cyrix chipekkel, az Nx586 nem Socket5/Socket7 foglalatba illeszkedett, hanem egy teljesen saját foglalatot használt. Az Nx586 nem tartalmazott FPU-t, az a Nx586PF modell megjelenésével került a chipbe. A processzor az IBM gyártósorain készült. Az Nx586 volt az egyik első olyan x86-processzor, ami nem közvetlenül hajtotta végre az x86-utasításokat, hanem RISC utasításokká alakította őket.